# Le République
Le République est un cabaret parisien situé 1 boulevard Saint-Martin, boulevard qui part de la place de la République. Jusqu'en 2014, il était connu sous le nom de Caveau de la République.

## Histoire et description
Il a été créé en 1901 par Charles Bouvet, mais l'écrivain Raymond Guérin quant à lui, attribue cette création à son propre père, et Frédéric (et non Charles) Bouvet aurait été le premier artiste à s'y produire, en s'inspirant des goguettes, la plus ancienne étant la société du Caveau créée en 1729 par Gallet, Collé et Piron, ou plus simplement du café-caveau, populaires entre 1800 et 1850. 
Sur son emplacement se trouvait auparavant la « ferme de la Vacherie ». Apparu au moment de la vogue des cabarets artistiques, le Caveau de la République est d'abord réservé à la chanson satirique. Pendant l'entre-deux-guerres, Raymond Souplex, René Dorin ou Pierre Dac y débutent. À la Libération, il accueille Anne-Marie Carrière, Maurice Horgues, Sim, les Frères ennemis, Maurice Biraud mais aussi les débuts de chanteurs comme Enrico Macias.
Parmi les autres noms qui s'inscrivent dans l'histoire de ce lieu, figurent Edmond Meunier, André Rochel, Martial Carré, Jean Valton, Robert Rocca, Patrick Raynal, Pierre Douglas, ou encore la pianiste-compositrice Gaby Verlor à laquelle a succédé Sylvian Coudène.  

Le Caveau de la République était réputé pour son esprit frondeur à l'égard des personnalités de la politique française et pour avoir lancé beaucoup d'humoristes et imitateurs. On peut citer Jean Roucas, Patrick Sébastien, Éric Blanc, Cocagne et Delaunay, Laurent Ruquier et, plus récemment, Gaspard Proust, Stéphane Guillon, Alex Vizorek ou encore Nicole Ferroni.

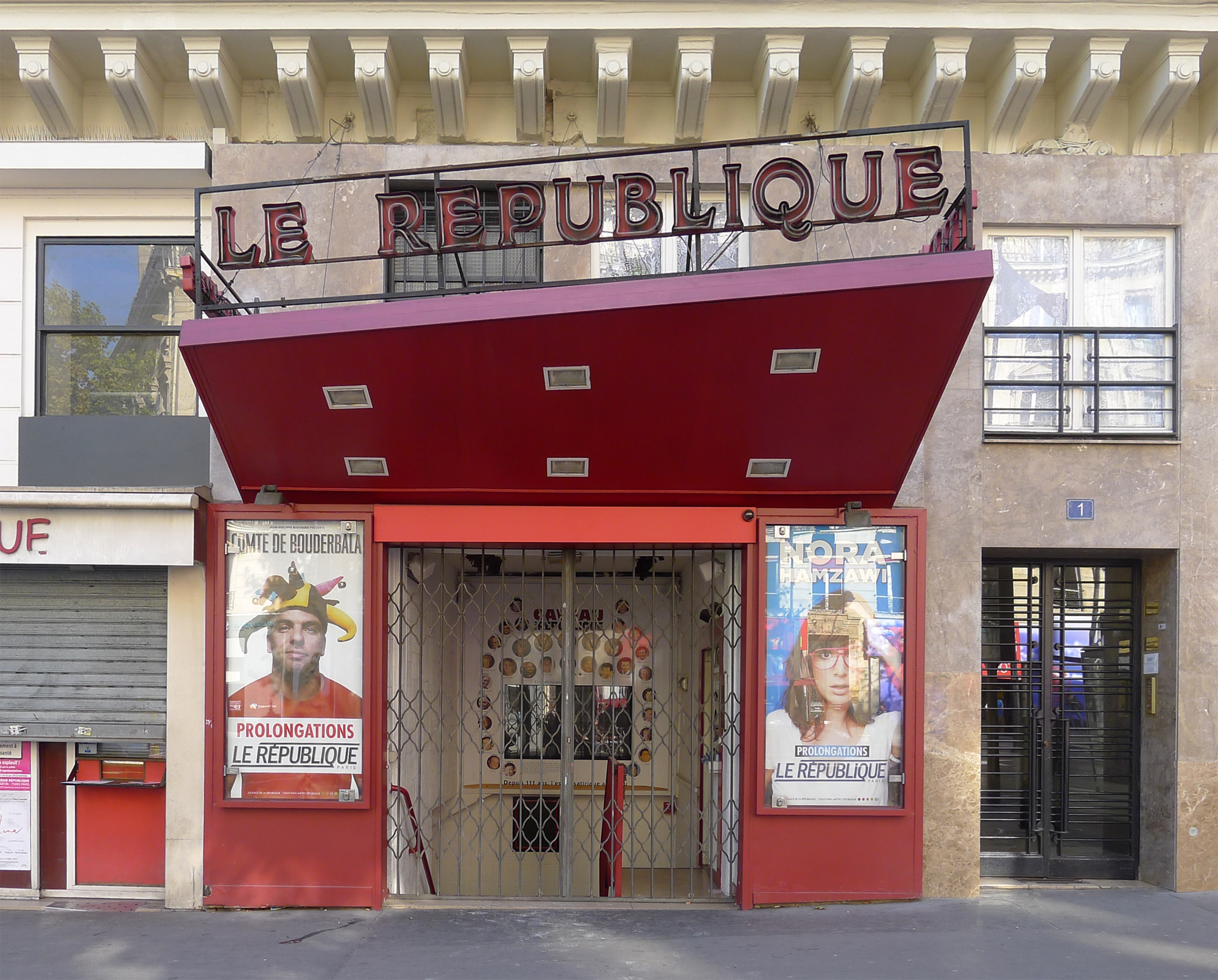
Entrée du théâtre au n°1 du boulevard Saint-Martin.

Sa salle de 450 places a été rénovée en 1992.
En avril 2014, l'humoriste Comte de Bouderbala et le producteur Jean-Philippe Bouchard reprennent le théâtre qu'ils rebaptisent « le République ». Les deux hommes perpétuent la tradition du lieu en proposant des one-man-shows  et des spectacles humoristiques.
En avril 2017, le République fusionne avec l’ancien Comédie République situé à quelques mètres. 
Accueillant jusqu’à 3 000 personnes par jour, le « Répu » est devenu une place importante du stand-up français, accueillant chaque semaine les talents humoristiques de l’Hexagone : Le Comte de Bouderbala (son premier spectacle ayant réuni pendant 9 ans 1,2 million de spectateurs), Marc-Antoine Le Bret (chroniqueur radio pour RFM), Haroun (qui rejoint Thierry Ardisson dès septembre 2017 dans son émission hebdomadaire sur Canal+ Salut les Terriens !), Nora Hamzawi (poursuivant ses chroniques dans France Inter, Quotidien et Grazia), Noom (qui tournera en 2018 Qu'est-ce qu'on a fait au bon Dieu 2), Lamine Lezghad, Laurie Peret, et récemment le jeune duo Odah et Dako qui intervient en radio sur Oui FM et en télévision sur TF1 (Téléfoot, Vendredi tout est permis)…
À ce jour, le théâtre compte deux salles de 200 et 470 places.

## Vidéo
- Interview de Laurent Ruquier à propos du Caveau de la République